# Sport- und Kongresszentrum Arosa
Das Sport- und Kongresszentrum Arosa (SKZA), ehemals Eissporthalle Obersee genannt, ist ein Mehrzweckgebäude in Arosa. Die Baute, die das Heimstadion des neunfachen Eishockey Schweizer Meisters EHC Arosa ist, steht in unmittelbarer Nähe des Obersees an der Poststrasse auf 1742 m. 

## Geschichte
Der 1924 gegründete EHC Arosa trug seine Heimspiele zunächst auf der Eisbahn Innerarosa aus. Danach wechselte man auf die obere Eisbahn am Obersee. Das Spielfeld wurde damals lediglich durch ca. 10 cm hohe Holzriemen markiert, die Zuschauer sassen unmittelbar dahinter. 1938 erweiterte der Kurverein Arosa (heute: Arosa Tourismus) den Pavillon auf der Seite zum Hotel Valsana und erstellte eine Sitzplatztribüne. 1951 wurden die Tribünen vergrössert und teilweise überdacht. 1960 wurde erstmals mit Kunsteis gearbeitet, die Anlage hiess fortan Kunsteisbahn Arosa (KEB). 
Als der EHC Arosa 1977 wieder in die Nationalliga A aufstieg, wurde aufgrund neuer Vorschriften eine Überdachung des Stadions notwendig, da der Verein sonst wieder hätte absteigen müssen. Das Hallendach wurde 1978 erstellt. Die grosse Eile beim Bau führte zu gravierenden Baumängeln, da die Fundamente dem Druck nicht standhalten konnten. Das Dach musste schliesslich an einer zusätzlichen, optisch wenig vorteilhaften Konstruktion aufgehängt werden. Das Stadion blieb zunächst ohne Seitenwände. Nach diversen Reklamationen wegen des beim Spielbetrieb auftretenden Lärms, insbesondere von Gästen des nahegelegenen Hotel Valsana, wurden die seitlichen Verkleidungen eingesetzt. 
Nach dem freiwilligen Abstieg des EHC Arosa in die 1. Liga im Jahr 1986 wurde die demontierbare Osttribüne mangels Bedarf verkauft, sodass die Halle noch für rund 3500 Zuschauer Platz bot. Seit 2011 beträgt die Kapazität 2200 Personen. 
Der offizielle Stadionrekord liegt bei 8131 Zuschauern beim zweitletzten Meisterschaftsspiel 1980 gegen den HC Davos. Den höchsten Zuschauerschnitt sah die Eissporthalle Obersee in der Meisterschaftssaison 1981/82 mit 5472 Zuschauern pro Spiel. Seit dem Umbau zum Sport- und Kongresszentrum steht der Höchstwert bei 2200 Zuschauern, erzielt am 6. April 2012 beim Euro Hockey Challenge 2012 - Spiel Schweiz-Finnland.
Von 2012 bis 2015 wurde im SKZA unter anderem die Arosa Challenge, ein internationales Eishockeyturnier für Nationalmannschaften, ausgetragen. Vom 9. bis 12. Februar 2017 wurde hier zudem das Olympiaqualifikationsturnier der Schweizer Nationalmannschaft der Frauen (Gruppe C) durchgeführt.

## Umbau und Nutzungserweiterung 2011

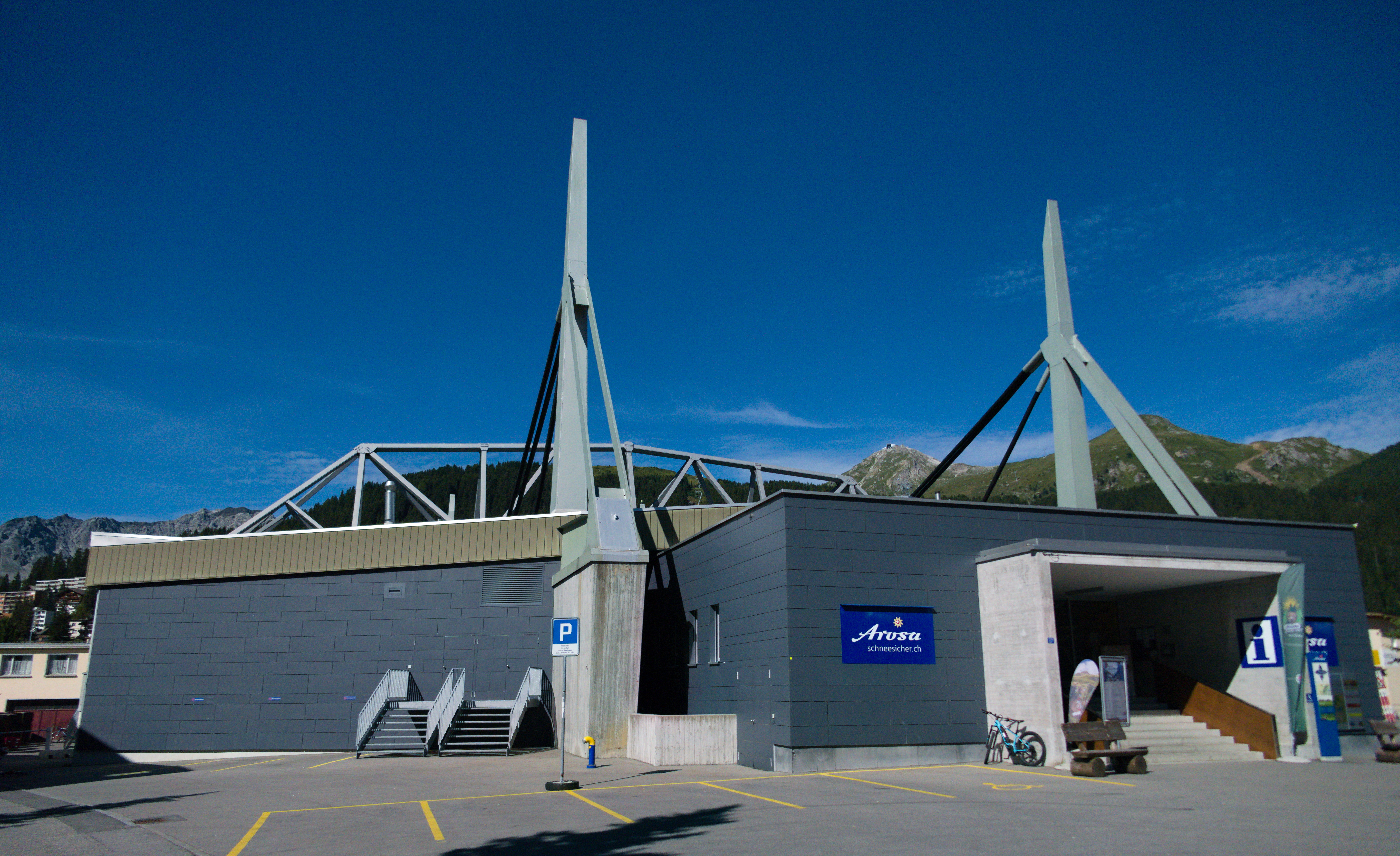
Nordostfassade mit Eingang SKZA und Sitz Arosa Tourismus

In jüngerer Zeit wurden dem Aroser Stimmvolk diverse Konzepte für eine Sanierung und künftige bessere Nutzung der in die Jahre gekommenen Halle vorgeschlagen, die jedoch meist aus Kostengründen abgelehnt wurden. Im Jahre 2009 wurde die Eisanlage umfassend saniert, sodass heute auch wieder Spitzenteams darauf trainieren und Länderspiele durchgeführt werden können. Weiter finden im Stadion mitunter Konzerte und andere Sportveranstaltungen wie etwa Handballspiele oder Wettbewerbe im Trampolinturnen (NISSEN-Cup 2012) statt. 
2011 wurde das Gebäude zu einem multifunktionellen Sport- und Kongresszentrum umgebaut und der Name entsprechend geändert. Im Zuge dessen wurde die bestehende Holztribüne auf der Nordseite durch einen Neubau ersetzt und die Nord- und Ostfassaden sowie der frühere Eingangsbereich umgestaltet. In die dazugewonnene Gebäudefläche im Bereich der ehemaligen Osttribüne von rund 2500 Quadratmetern integrierte man Büro- und Empfangsräumlichkeiten für Arosa Tourismus, der zuvor in der Alten Post untergebracht war, sowie Kongressinfrastruktur mit einer Gesamtkapazität von gut 2000 Personen. 
Der eigentliche Kongressraum bietet bei Theaterbestuhlung 400 Personen Platz und umfasst eine nach hinten gelegte Bühne samt Künstlergarderobe, sodass neben klassischen Kongressen, Banketten und öffentlichen Anlässen auch Konzerte sowie Produktionen im Rahmen des Arosa Humor-Festivals möglich sind. Das grosszügig gestaltete und gegen Nordosten ausgerichtete Empfangsfoyer dient nicht nur der offiziellen Gästeinformation, sondern kann mit seinem direkten Blick auf das Eisfeld auch für Apéros und dergleichen genutzt werden. Seit dem 21. März 2013 befindet sich auch der Redaktionssitz der Aroser Zeitung im SKZA.

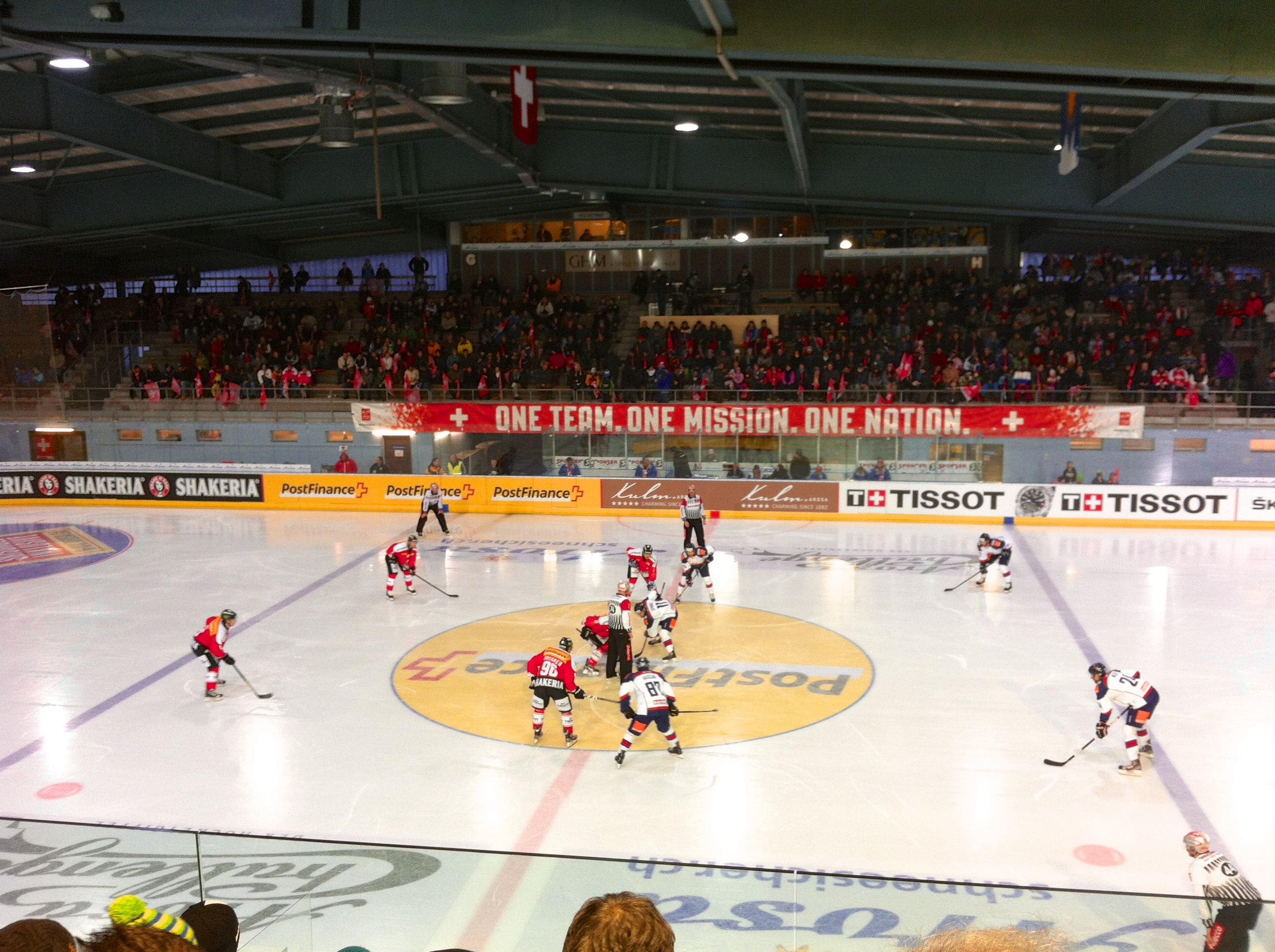
SKZA bei Arosa Challenge 2013

Der 2007 vom Stimmvolk genehmigte Gesamtkredit im Umfang von 15 Millionen Schweizer Franken für den Umbau wurde um mindestens drei Millionen überschritten. Für die noch anstehende Sanierung der West- und Südfassade werden zudem weitere Mittel in Millionenhöhe aufzubringen sein, sodass mit den finalen Gesamtausgaben auch ein kompletter Neubau des umstrittenen Gebäudes hätte realisiert werden können. Im Sommer 2015 wurde das Dach für rund 600'000 Franken einer Sanierung unterzogen.
Seit der Eröffnung der Kongressinfrastruktur wurden bzw. werden im Kongresssaal regelmässig grössere Veranstaltungen durchgeführt, neben Sitzungen des Aroser Gemeindeparlaments beispielsweise das 24. Tourismus-Forum Alpenregionen (TFA), die internationale Tourismusfachveranstaltung The Alps 2014, die Landsession des Bündner Grossen Rates 2015, die 54. Jahresversammlung der Walservereinigung Graubünden 2014 oder das Internationale Walsertreffen 2016.